# Seznam slovaških rokometašev
Seznam slovaških rokometašev.

## A
- Radoslav Antl

## D
- Jozef Dobrotka

## K
- Štefan Katušák

## L
- Vincent Lafko
- Andrej Lukošík

## P
- Ján Packa
- Jaroslav Papiernik
- Petr Pospíšil

## Š
- František Šulc